# 43. Kurentovanje (2003)
Kurentovanje 2003 je bil triinštirideseti uradni ptujski karneval, med 22. februarjem in 4. marcem.
Organizator Kurentovanja je drugo leto zapored Lokalna turistično organizacija Ptuj. Častni pokrovitelj letošnjega Kurentovanje je bil predsednik slovenske vlade Tone Rop, a zaradi obveznosti ni mogel priti, tako da ga je nadomesti Franci But (minister za kmetijstvo, gozdarstvo in prehrano). Kritike so letele predvsem na otvoritveno povorko, saj organizatorji obiskovalcev takoj po koncu povorke niso uspeli zadržati v mestu, tudi ponudba je bila bolj slaba. Je pa bila izjemno obiskana mednarodna karnevalska povorka, na kateri se je zbralo okrog 60.000 obiskovalcev. Glavni vodja letošnjega Kurentovanja je bil Tadej Bojnec (v.d. direktorja LTO Ptuj), programski vodja pa Milan Gabrovec.
Veliko ostrih puščic in kritik je letelo na račun domačinov (ptujčanov) glede samih karnevalskih mask in skupin, saj se mednarodne povorke praktično ne udeležujejo, glede skromnega števila kurentov in glede same komercializacije, ki naj bi že preveč močno posegla in vplivala na etnografijo.

## Celoten spored kurentovanja

### Uvod v pustni čas
| Od   | Dogodek                     | Dan                                                                                   | Obisk            |
| ---- | --------------------------- | ------------------------------------------------------------------------------------- | ---------------- |
| 2001 | 3. kurentov (korantov) skok | Polnočno obredje ob ognju na Zokijevi domačiji v Budini (Svečnica – 2. na 3. februar) | več 100 kurentov |

### Glavni tradicionalni dogodki
| Od   | Dogodek                            | Dan                       |
| ---- | ---------------------------------- | ------------------------- |
| 1998 | 6. Otvoritvena etnografska povorka | predpustna sobota (22.2.) |
| 1960 | 43. mednarodna karnevalska povorka | pustna nedelja (2.3.)     |
| 1960 | 43. Pokop pusta                    | pustna torek (4.3.)       |

### Večerni prikaz ptujskih etnografskih likov
| Datum | Liki                                   | Dan                   |
| --- | -------------------------------------- | --------------------- |
| Na Mestnem trgu vsak večer od 18. do 19. ure (nastopali so tudi razni artisti in ulični umetniki, na pustno soboto ob 11. uri) |                                        |                       |
| 24.2. | Etnografske skupine in kurenti-koranti | predpustni ponedeljek |
| 24.2. | Ognjeni ples MEFISTO IN FLAME          | predpustni ponedeljek |
| 25.2. | Etnografske skupine in kurenti-koranti | predpustni torek      |
| 25.2. | KUD PRIDEN MOŽIC: Kljukec in Pavliha   | predpustni torek      |
| 26.2. | Etnografske skupine in kurenti-koranti | pustna sreda          |
| 26.2. | Ognjeni ples MEFISTO IN FLAME          | pustna sreda          |
| 27.2. | Etnografske skupine in kurenti-koranti | pustni četrek         |
| 27.2. | KUD PRIDEN MOŽIC: Od kod si, kruhek?   | pustni četrek         |
| 28.2. | Etnografske skupine in kurenti-koranti | pustni petek          |
| 28.2. | MALI LETEČI CIRKUS: Oj in hoj?         | pustni petek          |
| 1.2. | Etnografske skupine in kurenti-koranti | pustna sobota         |
| 1.2. | LUTKOVNA SKUPINA UŠ: Črviva zgodba     | pustna sobota         |
| 3.3. | Etnografske skupine in kurenti-koranti | pustni ponedeljek     |
| 3.3. | Andrej Rozman - Roza                   | pustni ponedeljek     |
| 4.3. | Etnografske skupine in kurenti-koranti | pustni torek          |
| 4.3. | Pokop pusta od 16.30 do 17.30 ure      | pustni torek          |

### Karnevalski šotor
| Od   | Dogodek                              | Dan                  |
| ---- | ------------------------------------ | -------------------- |
| 1994 | 10. Veliki karnevalski ples v maskah | pustna sobota (1.3.) |

### Spremljevalni program
| Od   | Študenstski dogodek                        | Dan                  |
| ---- | ------------------------------------------ | -------------------- |
| 2000 | 4. Kurentanc (Restavracija Pan, Kidričevo) | pustna sobota (1.3.) |

| Od   | Slikarstvo | Slikarstvo      | Dan                      |
| ---- | ---------- | --------------- | ------------------------ |
| 2003 | Ex tempore | Galerija Tenzor | predpustni petek (21.2.) |
| 2003 | Ex tempore | Galerija Tenzor | pustni petek (28.2.)     |

## Glavni dogodki

### 3. Kurentov skok (2.2.–3.2)
Zvonko Križaj oziroma 2. princ ptujskega karnevala "Matevž Zoki II" je hotel obuditi običaj iz otroštva, ko so si njegov oče in sosedje na Svečnico točno ob polnoči, prvič nadeli zvonce. Za to se je odločil da uvede novost, t.i. Kurentov skok, na njegovi domačiji v Budini ki pomeni uradni vstop v pustni čas. Za ta dogodek je značilno, da si kurenti ne nadenejo kožuha in maske, le zvonce, ježevke in gamaše. Zbralo se je več 100 kurentov.

### 6. Srečanje slovenskih pustnih etnografskih likov in mask (22.2.)
22. februarja, ob 11. uri dopoldan, je bila otvoritvena slovesnost pred mestno hišo. Novi ptujski župan Štefan Čelan je bil enajst dni nekoliko v ozadju. Četrti princ karnevala Plemeniti Moškon Rajh iz "Lončjega dvora" je za 11 dni "prevzel" oblast v mestu in jo ob pokopu pusta tudi vrnil. 
Tudi na mestnih stopnicah, kjer so se običajno trli vsaj predstavniki slovenskih mest, ki so povezana v Evropsko združenje karnevalskih mest in od lani tudi v Združenje karnevalskih mest Slovenije, so stali drugi. Ptujski župan je v Mestni hiši gostil tudi desetčlansko delegacijo ameriškega veleposlanika Johnnyja Younga, in namestnika nemškega veleposlanika v Sloveniji Lauridsa Hölscharja.
Na šestem srečanju slovenskih pustnih mask in likov, ki so jo je ogledalo okrog 9,000 obiskovalcev, se je predstavilo več kot 800 značilnih slovenskih pustnih mask, največ s Ptujskega in Dravskega polja, iz drugih slovenskih krajev pa so prišle le štiri: Pust Mozirski, liške maske, šoštanjski koši in tudi vrbiške šjeme. Kljub napovedi borovega gostüvanja ni bilo in tudi na pustno nedeljo na karnevalski povorki jih ni bilo.

### 4. Kurentanc (1.3.)
1. marca, na pustno soboto, je Klub ptujskih študentov (KPŠ) organiziral četrti Kurentanc z okrog 800 maskami, v restavraciji Pan, Kidričevo.

### 10. Veliki karnevalski ples v maskah (1.3.)
1. marca, na pustno soboto zvečer, je potekal najbolj obiskan dogodek v karnevalskem šotoru, velik karnevalski ples v maskah z večerjo.

### 43. Mednarodna karnevalska povorka (2.3.)
2. marca, ob 14. uri, na pustno nedeljo, je na osrednji mednarodni karnevalski povorki z izjemnim obiskom, saj se je zbralo kar 60.000 obiskovalcev, je nastopilo 2100 udeležencev. So pa zelo razočarali kurenti, saj jih je od le 280 prijavljenih, na koncu na karneval prišlo vsega 150. Na čelu etnografske povorke je bil princ karnevala, od skupin iz tujine pa krampusi (Avstrija), munski zvončari (Hrvaška) in kurentovi bratje "Mamutzones" iz Sardinije.
V drugem, karnevalskem delu povorke, so najprej nastopile osnovne šole, potem odrasle karnevalske skupine (žal iz "uvoza); bližnja in daljnja okolica, ptujske ustanove, podjetja in društva so na nedeljsko povorko namreč žal pozabile. Edina skupina, ki je upoštevala priporočila organizatorja o obujanju zgodovine in tradicije, je bila zmagovalna karnevalska skupina "Rimljani" iz Bukovcev. Za to je bila kriva prmajhna finančna podpora.
Povorko so obiskali številni politiki in sekretarji na državni ravni; Franc But je nadomestil Toneta Ropa, pa Slavko Tekavčič, Matjaž Knez; prišel je tudi Marjan Rožič (predsednik TZS) predstavniki Evropskega združenja karnevalskih mest, partnerskega mesta Burghausen, princ karnevala iz belgijskega Arlona,
župani občin na Ptujskem in nekateri drugi. Med obiskovalci je bilo tudi precej tujcev, celo Egipčani so prišli.
      ETNOGRAFSKI DEL;
- Princ karnevala
- Pihalni orkester Ptuj
- Pokači
- Kopjaši
- Vile
- Piceki
- Jürek in Rabolj
- Medvedi
- Ploharji
- Pobreški plesači
- Baba deda nosi
- Orači
- Kurenti in Koranti (150 kurentov)
- Mamutzones (Sardinija)
- Krampusi (Avstrija)
- Munski zvončarji (Hrvaška)
- ... in ostale etnografske skupine

      KARNEVALSKI DEL;
- Klončki cicifončki s planeta Jojo in kloni ruka ruka s planeta Tuka tuka (OŠ Mladika)
- Veseli kurenti kot prenašalci pomladi (OŠ Ljudski vrt)
- Krogle, nepozabljive in vabljive poli klobase (OŠ Olga Meglič)
- Izvoz svinj (Videm pri Ptuju)
- Hudičeva poroka (Stojnci)
- Avtohtone čebelice (Stojnci)
- Gorile (Stojnci)
- Rimljani (Bukovci); zmagovalna maska, ki jim je vzela kar 600 ur prostovoljnega dela, za izdelavo so porabili 20 plošč aluminijaste pločevine, 70 m blaga, 20 kvadratnih metrov ivernih plošč in 40 bambusovih palic
- Romarji iz Sovič in Dravc (KTD Klopotec Soviče-Dravci)
- Paša Maksimilijan Podravski iz "Turčije"
- Nakup sunčanega Hvara (Dvorjane)
- Ženski naborni center slovenske vojske (Stojnci)
- Gosenica s sosedovega vrta (Gorica pri Šmartnem, Celje)
- ISlamska skupnost za gradnjo džamije (člani kluba mladi Dornava)
- Kmečka gostija (Podvinci)
- Vampirji (Bukovci)
- Življenje na srednjeveškem dvoru (pustna skupina Mezgovci)
- Sužnji glasbe (Središče ob Dravi)
- Pasji azil Milene Močnik (Bukovci)
- Dimnikarji na triciklu (Stojnci)
- Dupleška godba (Duplek)
- Dupleška mornarica (Duplek)
- Dupleške Sestre; režiser dupleški župan Janez Ribič, scenograf Franci But, glasbo je napisal državni zbor, sponzor je bil kar fašenk (Duplek)
- Pika Nogavička
- Godba iz Spodnje Polskave (95 let)
- Fredijevi godbeniki v preobleki pogrebcev
- Formula
- Mlečna afera (TD Polenšak)
- Prostovoljke Royal kluba (Kidričevo)
- Smrtonosna raketa
- Zajetje Bin Ladna ter Sadama Huseina
- Skupina NATO (Zgornji Porčič)

### Pustni ponedeljek (3.3.)
3. marca, na pustni ponedeljek, je bila v karnevalskem šotoru ob 16. uri otroška maškarada, zvečer pa je za zabavo poskrbela Crvena jabuka.

### 43. Pokop pusta (4.3.)
4. marca, na pustni torek, so v mestu ob 17. uri tudi uradno pokopali pust, za zabavo pa je poskrbela Natalija Verboten z bendom.

## Karnevalski šotor
Karnevalski šotor je bil postavljen že deveto leto zapored. In tretje leto zapored spet postavljen na desni breg Drave. Zraven tedanje Poetovie (danes Pomaranče), med železniškim in cestnim mostom, tik ob reki Dravi. Osrednji dogodek je bil Veliki karnevalski ples z večerjo na pustno soboto. 
Šotor je imel kapaciteto za 2,000 ljudi, dnevna vstopnica je stala 1,000 tolarjev, karnevalska prepustnica za vse dni pa 6,000 tolarjev.

### Parkirišče med cestnim in železniškim mostom
| Datum | Vsi nastopajoči                    | Dan                   |
| ----- | ---------------------------------- | --------------------- |
| 22.2. | ↓ OD 20. DO 1. URE ZJUTRAJ ↓       | predpustna sobota     |
| 22.2. | Yogurt in Tabu                     | predpustna sobota     |
| 23.2. | ↓ OD 15. DO 17. URE ↓              | predpustna nedelja    |
| 23.2. | Otroška matineja                   | predpustna nedelja    |
| 23.2. | ↓ OD 20. DO 1. URE ZJUTRAJ ↓       | predpustna nedelja    |
| 23.2. | Magnifico                          | predpustna nedelja    |
| 24.2. | ↓ OD 20. DO 1. URE ZJUTRAJ ↓       | predpustni ponedeljek |
| 24.2. | Maja Šuput & En Joy in Ivana Brkić | predpustni ponedeljek |
| 25.2. | ↓ OD 20. DO 1. URE ZJUTRAJ ↓       | predpustni torek      |
| 25.2. | Zoran Predin in Vlado Kreslin      | predpustni torek      |
| 26.2. | ↓ OD 20. DO 1. URE ZJUTRAJ ↓       | pustna sreda          |
| 26.2. | Sound Attack in Karma              | pustna sreda          |
| 27.2. | ↓ OD 20. DO 1. URE ZJUTRAJ ↓       | pustni četrtek        |
| 27.2. | Goran Karan in Karmen Stavec       | pustni četrtek        |
| 28.2. | ↓ OD 20. DO 1. URE ZJUTRAJ ↓       | pustni petek          |
| 28.2. | Game Over in Bepop                 | pustni petek          |
| 1.3.  | ↓ OD 20. DO 3. URE ZJUTRAJ ↓       | pustna sobota         |
| 1.3.  | KARNEVALSKI BAL z Čuki             | pustna sobota         |
| 2.3.  | ↓ OD 17. DO 22. URE ↓              | pustna nedelja        |
| 2.3.  | Saša Lendero                       | pustna nedelja        |
| 3.3.  | ↓ OD 20. DO 1. URE ZJUTRAJ ↓       | pustni ponedeljek     |
| 3.3.  | Crvena jabuka                      | pustni ponedeljek     |

## Pokrovitelji

### Glavni
- Mestna občina Ptuj

### Ostali
| - Nova KBM - Perutnina Ptuj - ljubljanska banka - Mercator - METROPOLIS - proreklam europlakat - Zavarovalnica Maribor - Večer - Petrol - Radio Ptuj | - Tednik - Terme Ptuj - Intera - Haloze - Pivovarna Laško - Komunala Ptuj - Ptujske pekarne in slaščičarne - Kraft & Werk - Slovenija (the green place of Europe) |  |

## Nagrade
Komisija za izbor najboljših karnevalskih skupin je imela letos resnično težko delo. Na koncu se je odločila na podlagi petih že znanih kriterijev kot so izvirnost, aktualnost, predstavitev, številčnost in izdelava. Tednik je okrcal ptujčane, da se morajo glede maskiranja precej zamisliti.

### Karnevalske skupine
|            | Nastopajoči                       |
| ---------- | --------------------------------- |
| 1. nagrada | »Timljani« (Bukovci)              |
| 2. nagrada | »Ženski naborni center« (Stojnci) |
| 3. nagrada | »Avtohtone čebelice« (Stonjci)    |
| 4. nagrada | »Hudiči«                          |

## Etnografski liki
Avtohtoni etnografski liki iz Ptujskega polja, Dravskega polja ter z območja Haloz:
| - "Kurent" ali "Korant" (glavni etnografski lik) - "Pustni plesači" (Pobrežje, Videm) - "Pokači" (za srečo in blagostanje) - "Ploharji" (za čaranje plodnosti) - "Orači" (zarišejo magični krog) - "Hudič" (bojte, bojte, prihaja) - "Kopjaš" (ženitni lik) - "Cigani" (Dornava) | - "Moža išče kopanja" (slamnata nevesta) - "Kurike in piceki" (za dobro letino) - "Nagajivi medved" (Ptujsko polje) - "Baba deda nosi" (duhovi rajnih) - "Jürek in rabolj" (Haloze) - "Vile" (Zabovci) - "Ruse" (Ptujsko polje) |  |

## Trasa

### Otvoritveno srečanje slovenskih pustnih likov in mask (22.2.)
- Zadružni trg (start) – Pešmost – Dravska – Minoritski trg – Krempljeva – Mestni trg – Miklošičeva – Slomškova – Slovenski trg – Prešernova – Cankarjeva – Pešmost – Ob Dravi (zaključek)

### Mednarodna karnevalska povorka (2.3.)
- Osojnikova (start) – Trstenjakova – Slomškova – Miklošičeva – Mestni trg – Krempljeva – Minoritski trg – Dravska – Pešmost – Ob Dravi (zaključek)

## 4. Princ karnevala
Plemeniti Moškon Rajh iz "Lončjega dvora", je postal 4. princ karnevala, ki je imel je enoletni mandat. Inavguriran je bil na Martinovo leta 2002 točno ob 11.11 uri. Na otvoritvi karnevala je od župana Štefana Čelana prejel ključe mestne hiše in za 11 dni "prevzel" mestno oblast.

## Bližnji etnografski fašenki

### V okolici Ptuja
| #   | Povorka         | Dan               | Od   |
| --- | --------------- | ----------------- | ---- |
| 12. | Markovci        | pustna nedelja    | 1992 |
| 11. | Cirkovce        | pustni torek      | 1993 |
| 10. | Cirkulane       | pustna sobota     | 1994 |
| 8.  | Videm pri Ptuju | pustni ponedeljek | 1996 |
| 4.  | Majšperk        | pustna sobota     | 2000 |